# Eduard Gaertig
Eduard Gaertig (* 30. Juli 1886 in Konradswaldau, Landkreis Trebnitz; † nach 1933) war ein deutscher Lehrer und Politiker (SPD).

## Leben
Gaertig wurde in Konradswaldau bei Prausnitz geboren. Nach dem Volksschulabschluss besuchte er die Präparandenanstalt in Schweidnitz und das Lehrerseminar in Oels, das er mit der Prüfung abschloss. Von 1907 bis 1911 war er als Lehrer an verschiedenen Landschulen in Schlesien tätig. Von 1911 bis 1924 arbeitete er als Lehrer an einer städtischen Volksschule in Breslau. Er war Mitglied des Kreislehrerrates Breslau-West und Vorstandsmitglied des Breslauer Lehrervereins.
Gaertig trat 1918 in die SPD ein. Im Februar 1921 wurde er als Abgeordneter in den Preußischen Landtag gewählt, dem er bis 1924 angehörte. Im Parlament vertrat er den Wahlkreis 7 (Breslau).
Gaertig wurde 1922 wurde als Regierungsrat in Berliner Polizeipräsidium berufen. Von 1926 bis zu seiner Versetzung in den einstweiligen Ruhestand 1932 war er Landrat des Landkreises Schleusingen. Ab 1929 nahm er auch die Geschäfte der Polizeiverwaltung in Suhl wahr.
1933 wurde Gärtig zeitweise im Konzentrationslager Dürrgoy festgehalten.